# Andrzej Hordyj
Andrzej Ireneusz Hordyj (ur. 6 stycznia 1975 r. w Bielawie) – polski ekonomista, specjalizujący się w finansach przedsiębiorstw; urzędnik, samorządowiec; nauczyciel akademicki; burmistrz Bielawy od 2018 roku.

## Życiorys
Urodził się w 1975 w Bielawie. Uczęszczał tam kolejno do Szkoły Podstawowej nr 2, którą ukończył w 1989, a następnie Liceum Ogólnokształcącego im. Bolesława Chrobrego do klasy o profilu matematyczno-fizycznym. Po pomyślnie zdanym egzaminie maturalnym w 1993 rozpoczął studia ekonomiczne na Akademii Ekonomicznej im. Oskara Langego we Wrocławiu, na której uzyskał w 1998 tytuł magistra zarządzania i marketingu.
1 października 1998 do 31 października 2001 pracował jako specjalista ds. marketingu w „Bielbawie” S.A. 2 listopada 2001 został pracownikiem Urzędu Miasta w Bielawie, a następnie 18 października 2004 objął funkcję wiceburmistrza miasta do spraw rozwoju obok Władysława Szewrańskiego. Jednocześnie rozpoczął pracę jako nauczyciel akademicki w tworzącej się w Nowej Rudzie Polsko-Czeskiej Wyższej Szkole Biznesu i Sportu „Collegium Glacense”, obejmując w 2010 roku stanowisko rektora tej uczelni po ustąpieniu Antoniego Janusza. Pełnił je do 2013 roku. Wcześniej, w 2005, uzyskał na macierzystej szkole wyższej stopień naukowy doktora nauk ekonomicznych w zakresie ekonomii o specjalności: finanse przedsiębiorstw, na podstawie pracy pt. Dywersyfikacja jako element strategii finansowej przedsiębiorstw, napisanej pod kierunkiem prof. Bogumiła Bernasia. W 2010 został także radnym Bielawy, startując z listy komitetu Ryszarda Dźwiniela. W 2014 nie kandydował ponownie, przestał pełnić także urząd wiceburmistrza. Został natomiast wicewójtem gminy Nowa Ruda, z której to funkcji został odwołany 31 sierpnia 2015. W tym samym roku startował do Senatu z ramienia JOW Bezpartyjnych, zajmując 3. miejsce spośród 5 kandydatów w okręgu. W 2018 roku w II turze wyborów samorządowych został wybrany na burmistrza Bielawy.